# Хрестівниця вузьколиста
Хрестівниця вузьколиста (Crucianella angustifolia) — вид квіткових рослин родини маренових (Rubiaceae).

## Біоморфологічна характеристика
Це однорічна рослина. Стебло 25–50 см заввишки, голе. Листки в основному по 6 у кільці, найнижчі — лінійно-ланцетні, верхні — лінійні, 5–15 x 0.5–1 мм, синювато-зелені. Колоски 2–8 см, верхні сидячі. Квітки 4-мірні. Віночок блідо жовтуватий, 3–5 мм. Плоди дрібно гранульні.

## Поширення
Північна Африка, Європа, Західна Азія.
В Україні вид росте на гірських схилах — у Криму, звичайно.